# Ignasi Genovès i Avellana
Ignasi Genovès i Avellana (Barcelona, 1958) és Director general de Mitjans de Comunicació de la Generalitat de Catalunya.
Llicenciat en Ciències Econòmiques i Empresarials, va militar a Convergència Democràtica de Catalunya i forma part del Partit Demòcrata, formació de la qual és conseller nacional. Va ser membre fundador i primer secretari general del Grup d'Estudis Nacionalistes.
La web gencat.cat experimenta una transformació del mòdul de gestió de continguts, de Vignette a l'OpenCMS —programari lliure, més útil i intuïtiu. Gencat.cat pretén esdevenir una plataforma proveïdora de dades i facilitadora de serveis que els ciutadans es podran confegir més a mida, tot en disseny adaptatiu —responsive design—, amb l'obertura de dades i un predomini de les xarxes socials. Un altre projecte de la direcció general d'Atenció Ciutadana és el portal de transparència gencat, en compliment dels 80 indicadors INCAU marcats per la Transparency International. Els serveis mòbils són una aposta, en línia amb el first mobile de Google. L'aplicació mòbil de Gencat recull i publicita les app natives pròpies i les elaborades per tercers amb les dades obertes per la Generalitat.
Sota la seva direcció també hi ha la gestió de les xarxes socials, amb prop de 300 perfils i comptes —220 d'alimentació manual i la resta de provisió automatitzada a través dels RSS dels serveis que s'han obert prèviament via dades obertes. La Guia de xarxes socials en detalla el funcionament. D'altra banda, el Govern ha adoptat acords el 9 de novembre de 2010 i el 31 de juliol de 2012 per fixar oficialment la política d'obertura i reutilització de dades obertes de la Generalitat. L'administració catalana ha impulsat un grup, Catalunya Dades, que promou i treballa perquè totes les organitzacions del país entrin en la dinàmica de l'open data: universitats, ajuntaments, diputacions i empreses. El portal Dades obertes gencat ofereix 1.424 datasets.